# Die Ruderer. Studie zu den Fresken in der Zoologischen Station Neapel
Die Ruderer. Studie zu den Fresken in der Zoologischen Station Neapel (auch bekannt unter dem Titel Die Ruderer) ist ein Gemälde des Deutschrömers Hans von Marées aus dem Jahr 1873. Das dem Realismus zuzuordnende Bild ist eine von fünf teilweise in Ölmalerei ausgeführten Vorstudien zu einem Fresko, das Marées für die Zoologische Station Neapel herstellen sollte. Seit 1907 gehört das Bild zur Sammlung der Berliner Alten Nationalgalerie.

## Beschreibung und Hintergrund

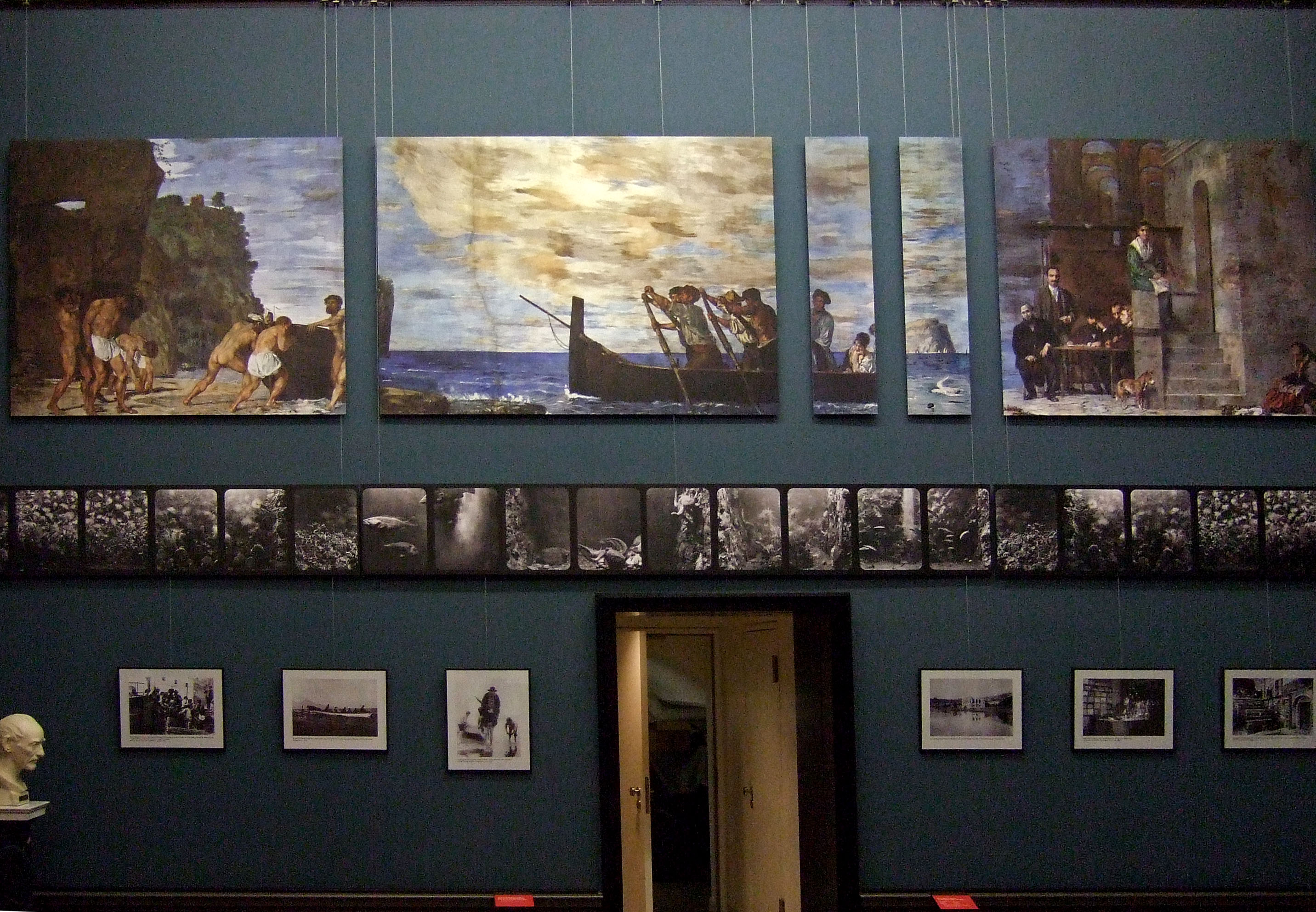
Rekonstruktion der Fresken in der Alten Nationalgalerie, die den Zusammenhang des Bildes im Panorama zeigt

Das von Marées nicht signierte Bild hat die Maße 136 × 166,5 cm und ist in der Technik Ölmalerei ausgeführt. Adolf von Hildebrand überließ es 1907 der Berliner Nationalgalerie. Insgesamt gibt es fünf dieser Vorstudien. Skizzen zu dieser Arbeit sollen sich im Besitz folgender Personen befunden haben: Ingenieur Petersen, Ingenieur Storrer, Gabriele Palumbo, die sich am Bau und der Ausgestaltung der Station in Neapel beteiligt hatten.
Das Bild zeigt vier kräftige Männer, die ein Fischerboot ins offene Meer rudern. Die Komposition weist parallele Elemente auf, die eine stärkere Dynamik erzeugen, als ein einzelner Ruderer. Die Farbigkeit ist eher monochrom, besitzt aber durch Akzente in Rot, wie im Gürteltuch des vorderen Ruderers links, Blau im Himmel und Weiß, links in den Wolken, den Charakter einer Art Trikolore. Marées war beeinflusst von dem französischen Maler Édouard Manet und Impressionisten wie Claude Monet.
Die Figuren in diesem Bild haben die gleiche Größe wie das spätere Fresko in der zoologischen Station Neapel, nur sind sie dort Teil einer panoramaartigen großen Fläche und wirken nicht so dominant wie in diesem Bild. Für die Fresken der Stazione Zoologica war ein bestimmtes Bildprogramm vorgesehen, das er gemeinsam mit seinem Freund, dem Bildhauer Adolf Hildebrand erarbeitet hatte. Als künstlerische Motive waren nicht, wie damals üblich, Religion, Geschichte, Antike oder Allegorisches vorgesehen, sondern das Meer, dessen Erforschung ja das Thema der zoologischen Station war. Dargestellt wurden aber nicht seine Lebewesen, sondern seine Küsten, Städte und das dortige volkstümliche Leben der Bewohner. So gibt es Fischerboote, die ins Wasser geschoben und gerudert werden, eine Wirtshausszene mit den Gelehrten und Künstlern der Stazione Zoologica und einen paradiesischen Garten mit Orangen, sitzenden Frauen und Gärtnern. Durch den Verzicht auf das Erzählerische, die feierliche Strenge der Darstellungen mit ihrer zeitlosen Ruhe und die einfache Komposition schuf Marées etwas in seinem Sinn Ideales, was nichts mit der damals verbreiteten Genremalerei zu tun hat.
Den Auftrag für die Fresken erhielt Marées von Anton Dohrn, dem Begründer der Stazione Zoologica. Die Bilder sollten den über dem Aquarium liegenden Raum für Versammlungen und gesellige Treffen ausschmücken. Der sonst in Italien lebende Künstler war drei Jahre lang in Deutschland und traf Dohrn 1873 in Dresden, wo die Details besprochen wurden. Es war Marées' einziger privater Auftrag und kam ihm entgegen, da sein Verhältnis zum Grafen Adolf Friedrich von Schack, der ihn finanziell unterstütze, gerade in die Brüche gegangen war. Doch der Bau wurde teurer als geplant, so blieb für ein Künstlerhonorar nichts übrig. Marées konnte jedoch durch die Unterstützung seines Freundes und Mäzens Konrad Fiedler weiter arbeiten. Die Ausführung der Fresken nahm viel Zeit in Anspruch, denn Marées arbeitete langsam, weil er immer Zweifel an seiner Arbeit hegte und auf der Suche nach seinem Ideal vieles wieder übermalte. Sein Freund Hildebrand übernahm als Bildhauer die dekorativen Einfassungen, Marées arbeite sich dann zusammen mit den Arbeitern, die den frischen feuchten Wandputz aufbrachten, stückweise voran. Nach der Fertigstellung der Fresken blieben die fünf Vorstudien in Neapel liegen. Sie gelangten in den Besitz Adolf Hildebrands, der sie 1907 der Nationalgalerie als Geschenk überließ. Marées blieb für den Rest seines Lebens in Italien.
Nach der Vermutung der Kunsthistorikerin Uta Gerlach Laxner könnten die fünf Bilder wegen ihrer unterschiedlichen Berechnung für den Auftraggeber auch keine Vorstudien gewesen sein, sondern nachträglich entstanden sein.

## Ausstellungen (Auswahl)
- 23. Dezember 1908 bis 10. Februar 1909 Hans von Marées in der Ausstellung der Münchner Sezession und anschließend vom 28. Februar bis Anfang April 1909 in der Berliner Secession sowie im Frankfurter Kunstverein (Dezember 1909 bis Januar 1910) und im Kölnischen Kunstverein (27. Februar bis 31. März 1910, Nr. 200).
- 1924: Deutsche Malerei in den letzten 50 Jahren in den Bayerischen Staatsgemäldesammlungen in München[5]
- Juni bis August 1952: Ein Jahrtausend Deutscher Kunst im Neuen Museum und Landesmuseum in Wiesbaden
- 23. Juli bis Oktober 1955: Deutsche Kunst des 19. Jahrhunderts im Revier im Museum Folkwang und in der Villa Hügel
- 1956: A Hundred Years of German Painting in der Tate Gallery in London
- 2. Mai bis 5. Juli 1981: German Masters of the Nineteenth Century im Metropolitan Museum of Art in New York und anschließend vom 1. August bis 11. Oktober 1981 in der Art Gallery of Ontario in Toronto
- 8. Juni bis 14. September 2008: Hans von Marées im Von der Heydt-Museum Wuppertal[6]
- Oktober 2008 bis Januar 2009: Hans von Marées. Sehnsucht nach Gemeinschaft in der Alten Nationalgalerie in Berlin[7][8]